# Micranthes lumpuensis
Micranthes lumpuensis är en stenbräckeväxtart som först beskrevs av Adolf Engler, och fick sitt nu gällande namn av A.S.Losina- Losinskaja. Micranthes lumpuensis ingår i släktet rosettbräckor, och familjen stenbräckeväxter. Inga underarter finns listade i Catalogue of Life.